# Jan Spaczyński
Jan Spaczyński (ur. 17 maja 1925 w Grodnie, zm. 22 maja 2011 w Bochni) – polski architekt.

## Życiorys
W 1943 roku na tajnych kompletach ukończył I Państwowe Gimnazjum i Liceum im. Stefana Batorego w Warszawie. W czasie wojny był porucznikiem Armii Krajowej, ps. „Basia”. Walczył w powstaniu warszawskim w zgrupowaniu „Kryska”. W 1952 roku ukończył studia na Wydziale Architektury Politechniki Warszawskiej.
Po wojnie pracował w biurach projektowych w Warszawie oraz w Maroku; w latach siedemdziesiątych wyjechał na stałe do Kanady.
Został pochowany na cmentarzu komunalnym w Nowym Wiśniczu.

## Ordery i odznaczenia
- Krzyż Walecznych (dwukrotnie)[4]
- Virtuti Militari[4]